# 縛り首の木 (1959年の映画)
『縛り首の木』（しばりくびのき、The Hanging Tree）は、1959年アメリカ合衆国の西部劇映画。

## ストーリー
医師ジョー・フレイルは、盗みを働いて撃たれた青年ルーンを救い、金山の町外れに開業する。
町の祈祷師ジョージ・グラッブは、商売敵であるジョーの命を付け狙う。
エリザベス・マーラーは馬車を襲われ、父親を亡くす。
町の人々によって救助されたエリザベスは、ジョーによって治療される。
回復したエリザベスは、ジョーに求愛するが、拒否される。
彼女は手持ちのアクセサリーを担保に借金をして、フレンチとルーンを従えて砂金掘りを始める。
とうとう金を掘り当てたエリザベスにフレンチが襲い掛かり、ジョーが救いに入りフレンチを射殺する。
ジョージの煽動により、ジョーは殺人の罪により縛り首の刑に掛けられんとするが、エリザベスは金と金山の権利書を差し出し、免罪を請う。
縛り首を免れたジョーは、エリザベスの前に跪く。

## キャスト
ジョー・フレイル
演 - ゲイリー・クーパー、日本語吹き替え - 黒沢良
医師。
エリザベス・マーラー
演 - マリア・シェル、日本語吹き替え - 渡辺美佐子
スイスから来た女性。
フレンチ（フレンシー・プランテ）
演 - カール・マルデン、日本語吹き替え - 島宇志夫
山師。
ルーン
演 - ベン・ピアッツァ(英語版)、日本語吹き替え - 関根信昭
フレイルが助けた青年。
ジョージ・グラッブ
演 - ジョージ・C・スコット、日本語吹き替え - 北山年夫
祈祷師。
トム・フラーンス
演 - カール・スウェンソン(英語版)
雑貨商兼銀行。
エドナ・フラーンス
演 - ヴァージニア・グレッグ(英語版)
トム・フラーンスの妻
- 日本語吹き替え：1967年4月16日、テレビ朝日『日曜洋画劇場』初回放送。